# Ilo Mitkë Qafëzezi
Ilo Mitkë Qafëzezi (n. 5 noiembrie 1889, Korçë, vilayetul Janina, Imperiul Otoman – d. 16 aprilie 1964) a fost un scriitor, istoric, director școlar și traducător albanez. El a tradus pentru prima dată Coranul în limba albaneză în 1921, pe baza edițiilor în limbile franceză și engleză. Abia în 1929 Ibrahim Dalliu a publicat o traducere a Coranului după textul original în limba arabă.

## Biografie
Qafëzezi s-a născut în 1889 în orașul Corcea (Korça) din Imperiul Otoman (azi în Albania), într-o familie originară din Qafëzezi și Kolonjës cu origini mixte albanezo-vlahe.. După câțiva ani de școală primară, a fost nevoit, la fel ca mulți dintre concetățenii săi, să ia drumul exilului și a emigrat în Regatul României în 1902, atunci când avea 13 ani. A lucrat ca ucenic și muncitor în fabrică în România (1902-1906), apoi a emigrat în Statele Unite ale Americii în 1906, dar s-a întors în România în 1915. În 1924 s-a întors la Corcea, care făcea parte atunci din Principatul Albaniei, unde a lucrat ca profesor și apoi ca director al școlii românești din oraș, frecventate mai ales de minoritatea aromână. Până la cel de-al Doilea Război Mondial a ajuns să fie considerat ca fiind cel mai cunoscut și cel mai important biograf din Regatul Albaniei. După ocupația italiană a fost membru al Institutului de Studii Albaneze.

## Activitatea științifică
Ca autodidact, Qafëzezi a fost foarte prolific și a scris numeroase studii în diferite reviste literare și istorice. El a dezvoltat un sistem de înregistrare a documentelor istorice, scrierilor și personalităților din secolul al XVIII-lea. A publicat, de asemenea, lucrări istorice importante despre orașele Moscopole (centrul minorității aromâne din Albania la acea vreme), Berat și Vithkuq și a descoperit manuscrisele lui Teodor Cavalioti, precum și o copie a primei ediții a lucrării Εισαγωγική Διδασκαλία („Învățătura introducătoare”) a lui Daniil Moscopoleanu, care fusese publicată la Veneția în 1794. Mai târziu a descoperit mai târziu manuscrisele lui Constantin din Berat (Kostandin Berati) și dicționarul Evëtarin (1844) al lui Naum Veqilharxhi. Qafëzezi a tradus în albaneză „Alipașiada”, un poem epic despre Ali Pașa din Ioannina, care a fost scris inițial în limba greacă modernă de albanezul Haxhi Shehreti. După instaurarea regimului comunist, organele de securitate au confiscat 30 de manuscrise ale lui Qafëzezi.
În primii ani ai regimului comunist, manuscrisele lui Qafëzezi au fost înstrăinate de redacția ziarului Bashkimi prin Shefqet Musarai și Nako Spirus, care au luat 13 manuscrise pentru a le preda iugoslavilor la Belgrad. Qafëzezi l-a ajutat pe Dhimitër Shuteriqi să studieze literatura albaneză veche și i-a acuzat, de asemenea, pe Shuteriqi și Musaraj de utilizarea fără permisiune (fără menționarea „proprieății intelectuale”) a manuscriselor sale care se aflau la Institutul de Istorie încă din timpul războiului, precum și de înstrăinarea acestora. Shuteriqi nu a prezentat cu acuratețe științifică și juridică ajutorul oferit de Qafëzezi, în primul rând, în studiile cu caracter paleografic ale literaturii albaneze vechi, în special ale scrierilor autorilor proveniți din școala de la Moscopole (Kavalioti, Dhanili, Berat).

## Lucrări selecție)
- Protopapa Theodhor Nastas Kavalioti Voskopojari, Shkollarku i Akademisë së Re të Voskopojës, 1718–1719
- Traducerea Coranului în albaneză, 1921